# Шила
Шѝла (на италиански: Scilla, на местен диалект u Scìgghiju, у Шигиу) е пристанищно и морско курортно градче и община в Южна Италия, провинция Реджо Калабрия, регион Калабрия. Разположено е на брега на Тиренско море. Населението на общината е 5097 души (към 2012 г.).